# 養正駅
養正駅（ヤンジョンえき）は大韓民国京畿道南楊州市二牌洞にある、韓国鉄道公社（KORAIL）の駅。
乗り入れている路線は線路名称上は中央線であるが、当駅には広域電鉄の京義・中央線電車のみが停車する。駅番号はK125。

## 歴史
- 2005年12月16日 - 開業。
- 2014年12月27日 - 京義電鉄線（龍山線）が孔徳駅から龍山駅まで開通し、中央電鉄線と直通を開始。同時に双方の路線名を「首都圏電鉄京義・中央線」とする。

## 駅構造
相対式ホーム2面2線の高架駅。

### のりば
| 1 | 京義・中央線 | 徳沼・楊平・龍門・砥平方面   |
| 2 | 京義・中央線 | 九里・清凉里・龍山・文山方面 |

## 利用状況
近年の一日平均利用人員推移は下記のとおり。なお、2005年は開業日の12月16日から12月31日までの16日間の平均である。
| 路線         | 路線     | 2000年 | 2001年 | 2002年 | 2003年 | 2004年 | 2005年 | 2006年 | 2007年 | 2008年 | 2009年 | 出典  |
| ------------ | -------- | ------ | ------ | ------ | ------ | ------ | ------ | ------ | ------ | ------ | ------ | ----- |
| 京義・中央線 | 乗車人員 | 未開業 | 未開業 | 未開業 | 未開業 | 未開業 | 311    | 551    | 761    | 726    | 709    | [ 1 ] |
| 京義・中央線 | 降車人員 | 未開業 | 未開業 | 未開業 | 未開業 | 未開業 | 290    | 481    | 593    | 575    | 573    | [ 1 ] |
| 路線         | 路線     | 2010年 | 2011年 | 2012年 | 2013年 | 2014年 | 2015年 | 2016年 | 2017年 | 2018年 | 2019年 | 出典  |
| 京義・中央線 | 乗車人員 | 796    | 805    | 828    | 861    | 878    | 880    | 890    | 871    | 881    | 902    | [ 1 ] |
| 京義・中央線 | 降車人員 | 656    | 686    | 718    | 737    | 756    | 759    | 762    | 769    | 758    | 769    | [ 1 ] |
| 路線         | 路線     | 2020年 | 2021年 | 2022年 | 2023年 |        |        |        |        |        |        |       |
| 京義・中央線 | 乗車人員 | 709    | 685    | 657    | 613    |        |        |        |        |        |        |       |
| 京義・中央線 | 降車人員 | 622    | 598    | 561    | 519    |        |        |        |        |        |        |       |

## 駅周辺
- 水石好坪都市高速道路（朝鮮語版） 二牌IC

## 隣の駅
韓国鉄道公社
 京義・中央線
急行
通過
緩行
陶農駅 (K124) - 養正駅 (K125) - 徳沼駅 (K126)